# 1571 en France
Chronologie de la France
- 1567
- 1568
- 1569
- 1570
- 1571
- 1572
- 1573
- 1574
- 1575

## Événements
- 11-13 janvier : fortes chutes de neige en Languedoc ; gel d’oliviers[1].
- 3 février : tentative ratée d'un coup de force protestant sur la ville d'Orange. Les séditieux sont repoussés et massacrés par les catholiques. Quelque temps plus tard, les protestants obtiennent du roi Charles IX de France la punition des meneurs catholiques orangeais qui les avaient repoussés[2].
- 6 mars : entrée de Charles IX à Paris[3].
- 18 mars : massacre de plusieurs dizaines de protestants à Rouen. François de Montmorency est chargé par le roi de rendre justice aux Protestants. Plusieurs dizaines de catholiques sont condamnés à mort[2].

- 2-11 avril : synode calviniste de La Rochelle (Théodore de Bèze) en présence de Jeanne d'Albret et de son fils Henri de Navarre[4]. Une confession de foi y est élaborée, qui devient le Credo de l’Église réformée de France.

- Mai : édit de Gaillon sur l’imprimerie, la police des ouvriers et la taxe des livres, enregistré au Parlement de Paris le 7 septembre[5]. Il provoque la grève des imprimeurs à Paris et à Lyon. Ils obtiennent gain de cause par la déclaration royale du 10 septembre 1572[6].

- 12 septembre - 19 octobre : séjour de l’amiral de Coligny à la cour de France à Blois après une longue absence de quatre ans[7].

- 24 septembre : faisant suite à la demande de la reine de Navarre Jeanne d'Albret, publication par Joanes Leizarraga de la traduction en basque du Nouveau Testament.

- 26 novembre : Jeanne d’Albret prend à Pau des ordonnances ecclésiastiques qui transforment le Béarn en État protestant[8].

- 20 décembre : émeute catholique contre le roi après la destruction de la croix de Gastine à Paris qui commémorait le châtiment reçu par deux marchands protestants qui avaient hébergé chez eux le culte calviniste[9].

- Crue du Rhône[10].

## Naissances en 1571
- x

## Décès en 1571
- x